# Вороны (Берестовицкий сельсовет)
Вороны́ (бел. Вараны) — деревня в Берестовицком районе Гродненской области Белоруссии.
Входит в состав Берестовицкого сельсовета.
Расположена у восточной границы района. Расстояние до районного центра Большая Берестовица по автодороге — 8 км и до железнодорожной станции Берестовица — 16 км (линия Мосты — Берестовица). Ближайшие населённые пункты — Леоновичи, Матейковщина, Старый Дворец. Площадь занимаемой территории составляет 0,0865 км², протяжённость границ 1940 м.

## История
Вороны отмечены на карте Шуберта (середина XIX века). На 1847 год числились в составе Гродненского уезда Гродненской губернии, часть имения Старый Дворец, принадлежавшего В. М. Бутовт-Андржейковичу. Насчитывали 19 дворов, 143 жителя, корчму. В 1890 году в составе Богородицкой волости имели 231 десятину земли. По описи 1897 года значились 30 дворов с 203 жителями и зерновая лавка. В 1905 году 203 жителя. На 1914 год — 224. С августа 1915 по 1 января 1919 года входили в зону оккупации кайзеровской Германии. Затем, после похода Красной армии, в составе ССРБ. В феврале 1919 года в ходе советско-польской войны заняты польскими войсками, а с 1920 по 1921 год войсками Красной Армии.
После подписания Рижского договора, в 1921 году Западная Белоруссия отошла к Польской Республике и Вороны (пол. Wrony) были включены в состав новообразованной сельской гмины Вельке-Эйсымонты Гродненского повета Белостокского воеводства. В 1924 году насчитывали 8 дымов (дворов) и 47 душ (24 мужчины и 23 женщины). Из них 34 католика и 13 православных; 40 поляков и 7 белорусов..
В 1939 году, согласно секретному протоколу, заключённому между СССР и Германией, Западная Белоруссия оказалась в сфере интересов советского государства и её территорию заняли войска Красной армии. В 1940 году деревня вошла в состав новообразованного Данилковского сельсовета Крынковского района Белостокской области БССР. С июня 1941 по июль 1944 года оккупирована немецкими войсками. Деревня потеряла 3 жителей, погибших на фронте и в партизанской борьбе. С 20 сентября 1944 года в Берестовицком районе. В 1959 году насчитывала 143 жителя. С 25 января 1962 года по 30 июля 1966 входила в состав Свислочского района. В 1970 году насчитывала 109 жителей. С 12 ноября 1973 года в Пархимовском сельсовете. На 1998 год насчитывала 26 дворов и 56 жителей. С 1949 по 1950 год в колхозе имени Жданова, Затем до 20 июня 2003 года в составе колхоза «Победа» (бел. Перамога). 18 октября 2013 года переведена в состав Берестовицкого сельсовета.

## Население
| 1847 | 1897 | 1905 | 1914 | 1924 | 1959 | 1970 | 1998 | 1999 | 2009 | 2015 |
| ---- | ---- | ---- | ---- | ---- | ---- | ---- | ---- | ---- | ---- | ---- |
| 143  | 203  | 203  | 224  | 47   | 143  | 109  | 56   | 50   | 35   | 35   |

## Транспорт
Через деревню проходит автодорога местного значения Н6926.